# Frank Zamboni
Pour les articles homonymes, voir Zamboni (homonymie).
Frank Joseph Zamboni, Jr. (né le 16 janvier 1901 à Eureka (Utah) et mort le 27 juillet 1988) est un inventeur américain célèbre pour avoir créé la Zamboni, une machine permettant de resurfacer la glace des patinoires.

## Biographie
Peu après sa naissance, ses parents, immigrants italiens, achètent une ferme dans l’État de l’Idaho où il passe les premières années de sa vie. En 1920, il déménage avec sa famille dans le quartier du port de Los Angeles où son frère aîné, George, travaille dans un garage.
Après avoir suivi des études de commerce à Chicago, Frank et son frère cadet Lawrence ouvrent une entreprise de matériel électrique en 1922. L’année suivante, il se marie (il aura trois enfants au total). En 1927, ils se diversifient en créant une fabrique de glace qu’ils revendent en 1939 devant la généralisation des réfrigérateurs électriques.

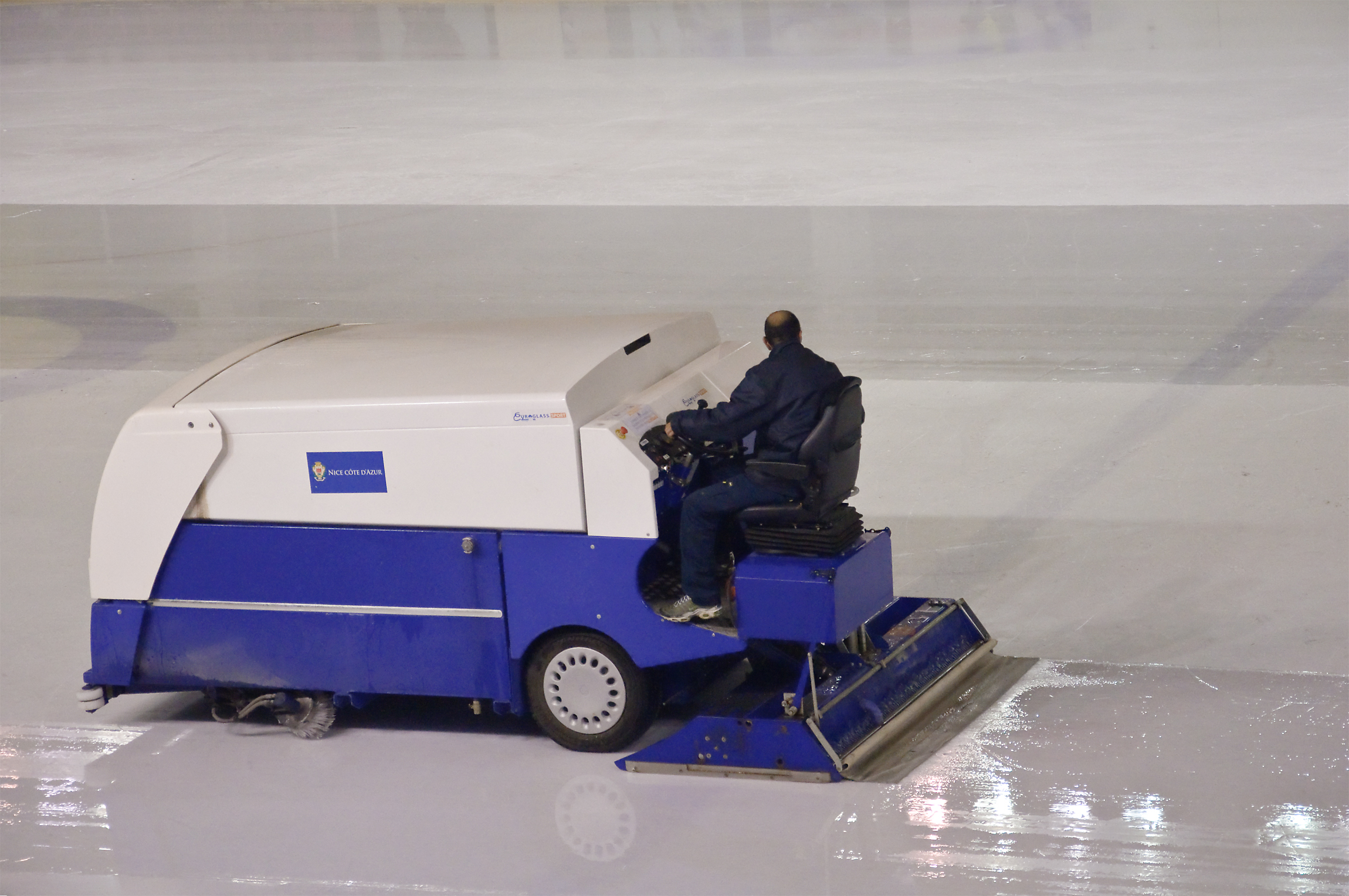
Surfaceuse à glace, créée par Zamboni en 1949.

Les deux frères conservent leur équipement de refroidissement pour ouvrir, avec un cousin en 1940, une patinoire appelée Iceland qui existe encore et est toujours gérée par la famille Zamboni. En 1949, Frank invente une machine permettant de diminuer les efforts pour resurfacer la glace en 10 minutes à une seule personne au lieu de 90 minutes à trois personnes. L’année suivante, il crée la société Frank J. Zamboni & Co. qui fabriquera et vendra cette machine et qu'il brevète en 1953. La demande est si forte qu’il doit ouvrir une seconde fabrique en Ontario ainsi qu’une succursale en Suisse.
Dans les années 1970, il développe d’autres machines permettant de supprimer l’eau de terrains extérieurs de gazon artificiel, ou d’enlever les bandes peintes sur ces mêmes terrains, entre autres.
Il meurt d’un cancer du poumon en 1988, deux ans après la mort de sa femme.
La société Zamboni, qui a vendu la 10 000e de ses machines (communément appelée « une zamboni ») en 2012 aux Canadiens de Montréal, est toujours dirigée par la famille, dont le fils et le petit-fils de Frank.
En 2009, il est admis à titre posthume au Temple de la renommée du hockey américain en compagnie de Anthony Amonte, John LeClair et Thomas Barrasso.